# Suka Murni
Suka Murni is een bestuurslaag in het regentschap Tangerang van de provincie Banten, Indonesië. Suka Murni telt 6140 inwoners (volkstelling 2010).